# Torrevieja
Torrevieja (em castelhano e oficialmente) ou Torrevella (em valenciano) é um município da Espanha na província de Alicante, Comunidade Valenciana. Tem 71,44 km² de área e em 2021 tinha 82 842 habitantes (densidade: 1 159,6 hab./km²).

## Demografia
| Variação demográfica de Torrevieja entre 1991 e 2014 |        |        |        |
| 1991                                                 | 2001   | 2004   | 2014   |
| 25 014                                               | 50 953 | 75 530 | 91 415 |
|                                                      |        |        |        |